# Symfonie nr. 93 (Haydn)
De Symfonie nr. 93 is een symfonie van Joseph Haydn, voltooid in 1791. Het is de eerste uit zijn Londense symfonieënreeks, die hij componeerde naar aanleiding van 2 bezoeken aan Londen. Het werd voor het eerst uitgevoerd op 17 februari 1791 in de Hanover Square Rooms in Londen.

## Bezetting
- 2 fluiten
- 2 hobo's
- 2 fagotten
- 2 hoorns
- 2 trompetten
- Pauken
- Strijkers

## Delen
Het werk bestaat uit vier delen:
1. Adagio - Allegro assai
2. Largo cantabile
3. Menuetto: Allegro
4. Finale: Presto ma non troppo